# Afa Anoa'i, Jr.
Afa Anoa'i, Jr. (nascido em 6 de Outubro de 1984 em Allentown), mais conhecido pelo seu ring name, Manu, é um profissional estadunidense de wrestling profissional, que trabalhou para a WWE, no programa RAW

## No Wrestling
- Finishers e golpes
  - People's Headbutt
  - Samoan Storm
  - Storminator
  - Frog splash
  - Samoan drop
  - Spin-out powerbomb
  - Moonsault
  - Spear
  - Belly to belly suplex

- Apelidos
  - The Samoan Storm